# Front révolutionnaire d'action prolétarienne
 (avril 2024).
Le Front révolutionnaire d'action prolétarienne (FRAP) est une organisation terroriste anarcho-communiste belge, active au cours de l'année 1985.

## Histoire
Le groupe naît à Bruxelles en 1985. Il organise principalement des actions violentes dirigées contre des entreprises qu'il qualifie de  « militaristes » (notamment l’Assemblée de l’Atlantique Nord, les firmes AEG/Telefunken et les Ateliers de constructions électriques de Charleroi - ACEC).

Le FRAP est né d'un désaccord politique et stratégique entre les Cellules communistes combattantes (CCC) et Action directe (AD).

« Nous estimons qu’AD a fait preuve d’indignité politique et militante dans cette histoire, qu’elle a entretenu une agression délibérée contre notre organisation et le combat communiste révolutionnaire dans notre pays. »

En 1985, après avoir effectué plusieurs actions ensemble, Action directe et le FRAP cessent de collaborer avec les CCC. AD et le FRAP estiment incarner, avec la Fraction armée rouge allemande, le courant  « anti-impérialiste du mouvement révolutionnaire combattant » , tandis que les CCC se réclament dans leur document intitulé "la Flèche et la Cible" du marxisme-léninisme-maoïsme. En effet, les CCC et leurs camarades du Parti communiste d'Espagne (reconstitué) et des Brigades Rouges - Pour le Parti Communiste Combattant (BR-PCC) souhaitent par l'action armée fonder un Parti Communiste implanté dans la classe ouvrière belge à l'instar d'autres Partis communistes maoïstes alors en guérilla (comme le Parti communiste des Philippines). L'action armée des militants du FRAP et d'Action Directe est quant à elle menée, selon ces groupes, en solidarité avec les mouvements révolutionnaires anti-impérialistes du tiers-monde. Des mouvements dont la victoire mènerait à une insurrection prolétarienne en Europe sans recourir à la construction d'un Parti communiste. Ainsi, Action Directe, la RAF et les disciples belges du FRAP combinent une conception anti-impérialiste du monde, issue du léninisme, et un spontanéisme révolutionnaire issu de la tradition anarchiste avec le refus anti-autoritaire du parti d'avant-garde.

## Répression
Le 21 octobre 1988, Chantal Paternostre et Luc Van Acker, figures de proue du Front Révolutionnaire d'Action Prolétarienne (FRAP), furent arrêtés et condamnés à une peine de cinq ans d'emprisonnement. 
Cette sentence fut prononcée au terme d'un procès qui les vit jugés aux côtés des membres des Cellules Communistes Combattantes (CCC), notamment pour leur implication dans l'attaque menée contre les Ateliers de Construction Électrique de Charleroi (ACEC). 
Toutefois, le jugement prononcé par le jury n'a pas pris en compte certaines preuves matérielles soulevant des questions quant à la rigueur de l'enquête menée par la gendarmerie, laissant ainsi planer des doutes sur l'intégrité de la procédure.
Lors d'une entrevue publique avec Paternostre, la juge d'instruction a reconnu plus tard avoir été l'objet de manipulations de la part des enquêteurs.[réf. nécessaire]